# Miền Trung Thái Lan
Miền Trung Thái Lan, hay Đồng bằng Trung Bộ Thái Lan/Đồng bằng sông Chao Phraya.Vùng này được tách biệt khỏi Đông-Bắc Thái Lan (Isan) bởi dãy núi Phetchabun, và các dãy núi khác phân chia biên giới tự nhiên với Myanmar về phía Tây. Ở phía Bắc, những dãy núi này hạ độ cao thành các đồi của miền Bắc Thái Lan. Khu vực Trung bộ Thái Lan là trung tâm của Vương quốc Ayutthaya, và vẫn là khu vực trọng yếu của Thái Lan, có thủ đô Bangkok. Miền Trung Thái Lan có dân dân cư đông đúc nhất đất nước này.

## Hành chính
Miền Trung Thái Lan bao gồm 26 tỉnh phía Đông Thái Lan. Đặc biệt để thống kê thuận lợi, còn được chia ra 4 nhóm:
- Bangkok và phụ cận: Bangkok, Nakhon Pathom, Nonthaburi, Pathum Thani, Samut Prakan, Samut Sakhon
- Trung miền Trung: Ang Thong, Ayutthaya, Chainat, Lopburi, Saraburi, Singburi, Nakhon Nayok.
- Tây Trung bộ: Kanchanaburi, Phetchaburi, Prachuap Khiri Khan, Ratchaburi, Samut Songkhram, Suphanburi
- Đông Trung bộ: Chachoengsao, Chanthaburi, Chonburi, Rayong, Prachinburi, Sa Kaeo, Trat

Vùng phía Đông Trung bộ đôi khi được tách khỏi miền Trung Thái Lan, và được gọi dưới tên Miền Đông.